# 마이야정
마이야정(米谷町)은 미야기현 도메군에 설치되었던 정이다. 현재의 도메시에 해당한다.